# Municipio de Raccoon (Pensilvania)
El municipio de Raccoon (en inglés: Raccoon Township) es un municipio ubicado en el condado de Beaver en el estado estadounidense de Pensilvania. En el año 2000 tenía una población de 3.397 habitantes y una densidad poblacional de 70.8 personas por km².

## Geografía
El municipio de Raccoon se encuentra ubicado en las coordenadas 40°36′02″N 80°22′10″O / 40.60056, -80.36944.

## Demografía
Según la Oficina del Censo en 2000 los ingresos medios por hogar en la localidad eran de $53,036 y los ingresos medios por familia eran $58,533. Los hombres tenían unos ingresos medios de $44,647 frente a los $22,171 para las mujeres. La renta per cápita para la localidad era de $19,363. Alrededor del 5,4% de la población estaban por debajo del umbral de pobreza.